# Dželum
Dželum (جہلم‎; pandžabska izgovorjava: [d͡ʒéˈlˑɐ̃mᵊ]; urdujsko: [d͡ʒeɦˈləm]) je mesto na zahodnem bregu reke Dželum, v okrožju Dželum na severu Pandžaba v Pakistanu. Po številu prebivalcev je 44. največje mesto v Pakistanu. Dželum je znan po tem, da je zagotovil veliko vojakov britanski vojski pred osamosvojitvijo in kasneje pakistanskim oboroženim silam, zaradi česar je znan tudi kot Mesto vojakov ali Dežela mučenikov in bojevnikov.
Dželum je nekaj milj gorvodno od mesta starodavne bitke pri Hidaspesu med vojskama Aleksandra in kralja Pora. Morda je bilo mesto Dželum prestolnica Porovega kraljestva Paurava. V bližini je bilo ustanovljeno mesto Bukefala v spomin na smrt Aleksandrovega konja Bukefala. Druge pomembne znamenitosti v bližini so trdnjava Rohtas iz 16. stoletja, kompleks starodavnih templjev Tila Džogian in Velika magistralna cesta iz 16. stoletja, ki pelje skozi mesto. Po popisu prebivalstva Pakistana leta 2023 je bilo prebivalstvo Dželuma 190.425. Ime mesta izhaja iz besed Džal (čista voda) in Ham (sneg), saj voda, ki teče v reki, izvira iz Himalaje. V mestu Dželum in njegovi okolici je več industrij, vključno s tovarno tobaka, mlini za les, marmor, steklo in moko. Je blizu glavnega mesta Pakistana.

## Zgodovina

### Antika
Zdi se, da so bili Radžputi, Gudžjari, Labani, najzgodnejši prebivalci Dželuma, ki zdaj naseljujejo Solno gorovje oziroma njegovo severno planoto. Naslednja pomembna točka v zgodovini okrožja je bila bitka pri Hidaspesu med Aleksandrom in lokalnim vladarjem Porom starejšim. Abisares (ali Abhisara; v grščini Αβισαρης), ki ga je Diodor Sicilski imenoval Embisarus (Eμ Oβισαρoς), in je bil indijski kralj plemena Abhira. Slednji je poslal veleposlaništva k Aleksandru pred in po osvojitvi Pora leta 326 pr. n. št., čeprav je bil nagnjen k temu, da se je zavzel za slednjega. Aleksander mu ni le dovolil, da obdrži svoje kraljestvo, ampak ga je še povečal, ob njegovi smrti pa je svojega sina imenoval za svojega naslednika. Porovo kraljestvo Paurava je bilo na levem bregu reke Dželum, ki je ustrezalo mejam sedanjega okrožja Gudžrat. Zdi se, da Gakharji predstavljajo zgodnji val osvajalcev z zahoda, ki še vedno naseljujejo veliko območje v gori severno od pogorja Tilla. Gakhari so bili prevladujoča rasa v zgodnjem muslimanskem obdobju in so še dolgo ohranjali svojo neodvisnost, tako v samem Dželumu kot v sosednjem okrožju Ravalpindi.

### Srednji vek
Leta 997 n. št. je sultan Mahmud Ghaznavi prevzel cesarstvo dinastije Ghaznavidov, ki ga je ustanovil njegov oče, sultan Sebuktegin. Leta 1005 je osvojil šahije v Kabulu, sledila pa so mu osvajanja regije Pandžab, vključno z Dželumom. Delhijski sultanat in kasneje Mogulsko cesarstvo sta vladala regiji. Regija Pandžab je postala pretežno muslimanska zaradi misijonarjev sufijskih svetnikov, katerih darge so posejale pokrajino regije Pandžab.
Moguli so bili perzijski Turki, ki so trdili, da izvirajo od Timurja in Džingiskana in so okrepili perzijsko kulturo muslimanske Indije. Ker so bile zelo maloštevilne, so se glavne družine Mogulov Barlasa, potomca Ameer-i Taimoorja, naselile v Mong Rasoolu in se nato razkropile v vaseh Čak Nazar, Šamaspur, Aima Afghana, khardikala, Čak sikander, Malhar Muglain, Mota Garbi, Bhimber, sprejel politiko obveznega pretvorbe lokalnih jatov in gakharjev, kot je zapisano v Baburnami. Tako se pripisuje Mogulom, ki so bili v veliki meri odgovorni za spreobrnitev jatov v islam.
S propadom Mogulskega cesarstva po Aurangzebovi smrti je imperij Durrani zasedel ravnice, a so jih sčasoma izrinili Sikhi.

### Kasnejša obdobja
Po zatonu Mogulskega cesarstva je regija padla pod afganistansko okupacijo. Med zatonom afganistanske vladavine po tretji bitki pri Panipatu je novo nastajajoče Sikhsko cesarstvo leta 1808 napadlo in okupiralo okrožje Dželum od svojega vladarja Gakharja Radža Sultana Mukarab Kana. Leta 1849 je Dželum skupaj z ostalimi sikhskovskimi ozemlji prešel Britancem. Britanci so osvojili Dželum leta 1849 s pomočjo lokalnih Gakharjev, ki so zamerili vladavini Sikhov. Leta 1857 se je 14. domorodna pehota, ki je bila nameščena v mestu Dželum, uprla in se odločno branila pred silami, poslanimi iz Ravalpindija, da bi jih razorožila, vendar se je za noč po akciji utaborila, glavnino pa so nato aretirale kašmirske oblasti. Nato so jih predali britanskim kolonialnim oblastem in usmrtili zaradi izdaje.

### Britanski Raj
Med britansko vladavino je bil Dželum s severozahodno železnico povezan z drugimi mesti v Indijskem imperiju, 1367 milj od Kalkute, 1413 od Bombaja in 849 od Karačija.
Glede na Imperial Gazetteer of India:
Sedanje mesto je sodobnega izvora, staro mesto, ki je morda bil Aleksandrov Bukefala, je bilo na levem ali nasprotnem bregu reke. Pod vladavino Sikhov je bil kraj precej nepomemben, v glavnem je bil zaseden z naseljem čolnarjev, v času priključitve pa je vseboval okoli 500 hiš. Nato je bil izbran za mesto kantona in za sedež civilne uprave. Nekaj let je bil tu sedež komisarja divizije, leta 1859 pa je bil njegov sedež prenesen v Ravalpindi. Pod britansko vladavino je Dželum vztrajno napredoval v blaginji; in je trgovsko središče za večino trgovine v okrožju, vendar od dokončanja veje Sind-Sāgar severozahodne železnice; prek nje ne gre več trgovina s soljo. Je pomembno skladišče lesa, kjer se zbira les iz kašmirskih gozdov, ki ga pošiljajo po reki. Nadaljuje se velik del gradnje čolnov. V kantonu, ki je od državne postaje oddaljen 3 milje, sta cerkev in pošta. Običajna moč garnizije je ena domorodna konjenica in štirje domorodni pehotni polki. Občina je bila ustanovljena leta 1867. V desetih letih, ki so se končali 1902–1903, so prejemki v povprečju znašali Rs. 32.100, odhodki pa 31.900 Rs. Prejemki in izdatki iz kantonskih skladov so v istem obdobju znašali povprečno Rs. 31.900 in Rs. 6.100 oz. Glavni dohodek občine v letih 1903-4 je bil rupij. 34.200 predvsem iz oktrojev; in odhodki so bili Rs. 41.000. Mesto ima dve angleški vernakularni šoli, občinsko srednjo šolo in srednjo šolo, ki jo vzdržuje Ameriška prezbiterijanska misija. Poleg civilne bolnišnice vzdržuje misija tudi bolnišnico.
Med uporom leta 1857 so uporniki iz častne vzhodnoindijske čete 14. bengalske domorodne pehote v bitki pri Dželumu ubili 35 britanskih vojakov rednega 24. pehotnega polka (približno 500 vojakov se je uprlo, približno 100 vojakov Sikhov pa je ostalo zvest). Med mrtvimi je bil kapitan Francis Spring, najstarejši sin polkovnika Williama Springa. Na govornici v cerkvi sv. Janeza v Dželumu so prikazana imena teh 35 vojakov. Cerkev svetega Janeza stoji v okrožju Dželum v Pakistanu ob reki Dželum. Zgrajena je bila leta 1860 in ostaja mejnik v mestu. Zgrajena je bila kot protestantska cerkev in je bila v uporabi skozi celotno britansko obdobje. Zadnjih štirideset let je bila zaprta za javnost in v slabem stanju, vendar je bila prenovljena in ponovno odprta ter zdaj vzdrževana.
Britanski vojak William Connolly je za svoj pogum v tej bitki prejel Viktorijin križec. Mirza Dildar Baig, znan tudi kot Khaki Šah, je sodeloval pri uporu v Dželumu in so ga pozneje slavili indijski nacionalisti. Oblasti v Kašmirju so ga ujele in aretirale skupaj s preostalimi uporniki in kasneje obesili blizu reke Dželum. Njegov grob je v svetišču v Dželum Dildarnagarju, po njem pa je poimenovano tudi majhno mesto v Uttar Pradešu.
Železniški most na reki Dželum je leta 1873 zgradil britanski inženir William St. John Galwey. Izdelal je tudi veliki most cesarice Viktorije čez reko Satledž. Med prvo svetovno vojno je okrožje Dželum "stalo na prvem mestu" med okrožji pri novačenju za britanske vojne napore, z večjo finančno pomočjo britanske vlade, ki je bila v zameno usmerjena v območje.

### Neodvisnost
Pretežno muslimansko prebivalstvo je podpiralo Muslimansko ligo in Pakistansko gibanje. Po osamosvojitvi Pakistana leta 1947 so se manjšinski hindujci in sikhi preselili v Indijo, medtem ko so se muslimanski begunci iz Indije naselili v okrožju Dželum.

## Geografija
Leži na 32°56′ severne zemljepisne širine in 73°44′ vzhodne zemljepisne dolžine, je Dželum 1 uro in 30 minut vožnje od glavnega mesta Pakistana Islamabad in 3 ure vožnje od središča Pandžaba Lahore. Dželum je s temi mesti povezan z državno avtocesto N-5. Več mest je oddaljenih 1 do 2 uri vožnje, vključno z Gudžratom (domom proizvodnje ventilatorjev), Gudžranvalo, Čakvalom in Mirpurjem, Azad Kašmir.
Dželum ima vlažno subtropsko podnebje pod vplivom monsuna (Köppnova Podnebna klasifikacija Cwa) in je poleti izjemno vroče in vlažno, pozimi pa hladno in na splošno suho. Najvišja zabeležena temperatura v predmonsunski sezoni od aprila do junija je 49,2 °C, medtem ko je pozimi najnižja zabeležena temperatura −0,6 °C. Povprečna letna količina padavin je približno 850 milimetrov, kar je veliko pod zahtevano količino glede na izjemno visoke ravni izhlapevanja. Kljub temu v deževnem obdobju vodni hudourniki tečejo s severa v reko Dželum zelo hitro in povzročajo škodo na posevkih, mostovih, cestah. To je odgovorno za erozijo tal v okrožju.
Z leti so globalne podnebne spremembe prizadele Dželum kot tudi druge kraje na Zemlji. Največje poplave v Dželumu v zadnjih letih so bile leta 1992. Mesto Dželum in okoliška območja so bila skoraj v celoti potopljena v poplavne vode.
== Znamenitosti
Trdnjava Rohtas je garnizijska utrdba, ki jo je zgradil veliki afganistanski kralj Šer Šah Suri. Obseg te trdnjave je približno 4 km. Kila Rohtas stoji v soteski približno 18 km SZ od Dželuma in 7 km od Dine.
Staro mesto ima labirint ozkih ulic in bazarjev. Nasproti CMH Dželum Cantt je mošeja CMH Masjid Dželum.
Na območju okrožja je cerkev sv. Janeza Dželum, ki je bila zgrajena leta 1860. V bližini kolonije Gul Afšan je bil lokalni stadion, ki so ga spremenili v stadion za kriket z imenom Zamir Džaffri Cricket Stadium. Altaf Park, ki je bil zgrajen v letih 1994–95, je v neposredni bližini stadiona za kriket. Skoraj 100 m od Šandar Čovka, v središču mesta, je spominski park majorja Akrama Shaheeda. V tem parku je tudi spominska knjižnica glavnega Mohameda Akrama. Tu se odvija tudi parada, ki vsako leto poteka 6. septembra ob dnevu obrambe.
Naravni park Lehri je 10 kilometrov stran od ceste G. T. med Dželumom in Islamabadom, 30 kilometrov od Dželuma in 90 kilometrov od Islamabada v hriboviti regiji Potohar.
Jez Mangla je na reki Dželum približno 30 km od Dželuma in je dvanajsti največji jez na svetu. Zgrajen je bil leta 1967. Obstaja letovišče Mangla View, ki je prvo načrtovano letovišče v Pakistanu, ki ponuja rezidence, vile, mestne hiše, hotele, oskrbovana stanovanja in maloprodajna mesta. Letovišče je na 1,4 km2 velikem območju na območju jezu Mangla.
Jez Rasul je na reki Dželum približno 30 km dolvodno od Dželuma. Dva glavna vodna kanala izvirata iz jezu Rasul, povezovalni kanal Rasul-Qadirabad, ki se imenuje tudi povezovalni kanal Lower-Delum, in odcepni kanal Rasul-Šahpur. Območje okoli jezera Rasul Barrage je tudi točka za piknik.

## Turizem
Avto rikše so pogost način prevoza za kratke poti v mestu. Veliko novih rikš v mestu uporablja stisnjen zemeljski plin (CNG) namesto bencinskih motorjev, saj je CNG okolju čist in cenejši od bencina. Rikše so še eno pomembno prevozno sredstvo. Starejše tonge s konjsko vprego zdaj ne obstajajo, čeprav je nekatere še vedno mogoče zasebno naročiti. Na voljo so taksiji in zasebni kombiji za prevoz potnikov. Daewoo Express Bus Service in druge avtobusne storitve delujejo iz mesta v celotno državo.
Železniška postaja Dželum je bila zgrajena leta 1928 med britansko vladavino pred osamosvojitvijo Pakistana. Severozahodna železnica ga je povezovala z drugimi mesti v Indijskem imperiju. Dželum je na glavni progi pakistanskih železnic in je povezan s celotno državon. Najbližje mednarodno letališče je mednarodno letališče Islamabad, ki je od Dželuma oddaljeno približno 110 km po cesti. Mednarodno letališče Sialkot je od Dželuma oddaljeno približno 100 km po cesti. Majhno letališče, imenovano Letališče Gurha Salim, je 13 km od središča mesta. Ne uporabljajo ga nobene komercialne letalske družbe, ampak le v vojaške namene.
- Pogled od spredaj na supermarket Melange
- Knjižnica Akrama Shaheeda
- Rezervoar vode Mangla
- Avtobusno postajališče Dželum
- Železniška postaja Dželum